# Offenbau

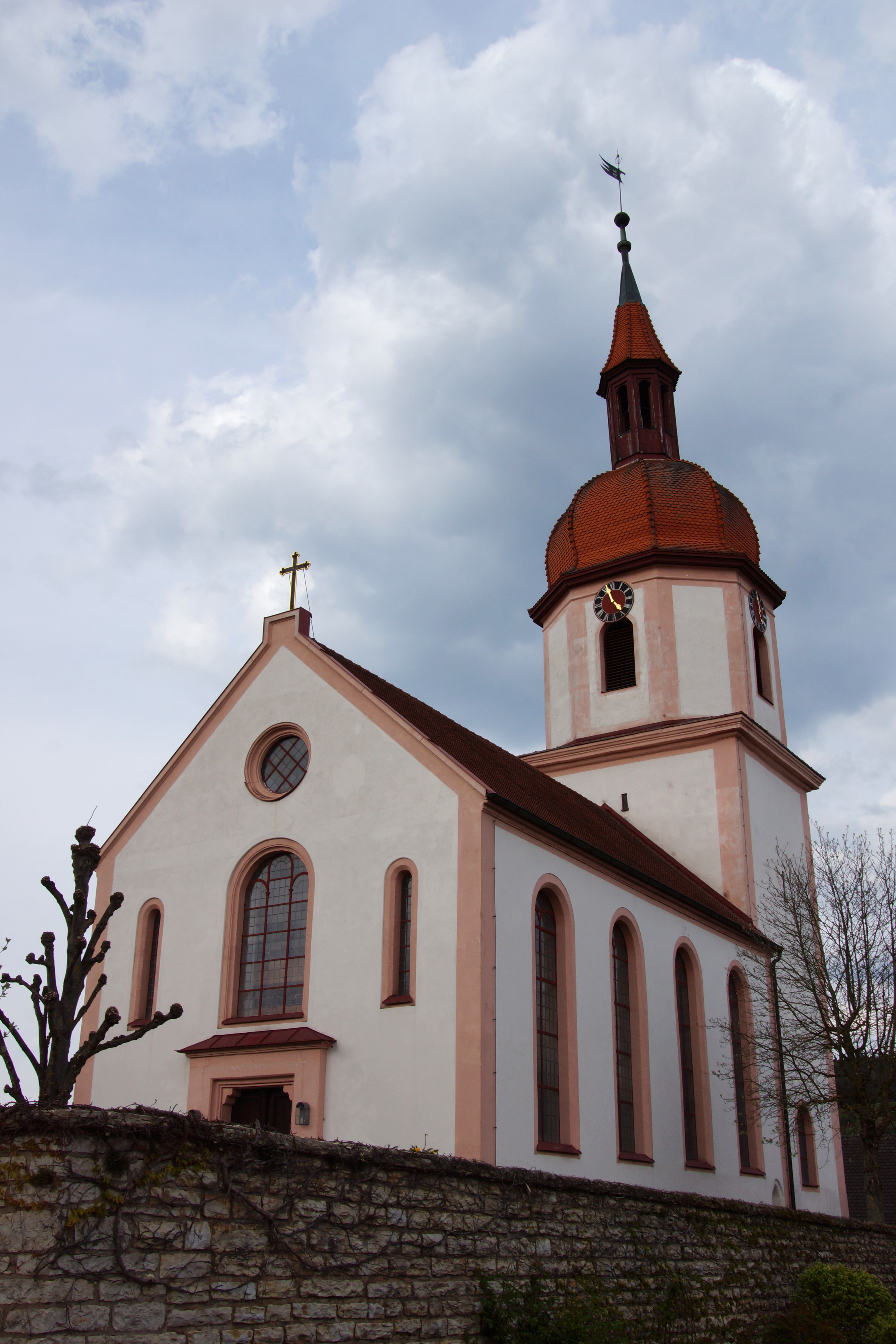
Evangelisch-lutherische Pfarrkirche St. Erhard

Offenbau ist ein Gemeindeteil des Marktes Thalmässing im Landkreis Roth (Mittelfranken, Bayern). Die Gemarkung Offenbau hat eine Fläche von 5,331 km². Sie ist in 887 Flurstücke aufgeteilt, die eine durchschnittliche Flurstücksfläche von 6010,16 m² haben.

## Geographie
Das Pfarrdorf Offenbau liegt im Naturpark Altmühltal und am Rand des Fränkischen Seenlandes, direkt an der Bundesautobahn 9 und der Schnellfahrstrecke Nürnberg–Ingolstadt, die die Ortschaft im Offenbautunnel unterquert. Die Staatsstraße 2391 führt nach Weinsfeld bzw. nach Lohen. Die Kreisstraße RH 24 führt nach Eysölden.

## Geschichte
1186 wurde Offenbau erstmals in einem Vertrag erwähnt. Der Ortsname Offenbau kommt vom Königsland Offenau, einem Teil eines alten fränkischen Königshofes, dessen Aue sich nordöstlich vom Ort Offenbau ausbreitete. Die evangelisch-lutherische Pfarrkirche St. Erhard geht mit den Untergeschossen des Turms auf das 13./14. Jahrhundert zurück. Ein kleines gotisches Fenster an der südseitigen Außenwand bestätigt das. Die Schreibweise des Ortsnamens wandelte sich im Laufe der Jahrhunderte von Ouenbure über Ofenpaure und Ouenbüern bis zum heutigen Offenbau.
Am 1. Januar 1972 wurde die bis dahin selbständige Gemeinde Offenbau in den Markt Eysölden eingegliedert. Am 1. Mai 1978 kam Eysölden – und somit auch Offenbau – zum Markt Thalmässing.

## Einwohnerentwicklung
- 1910: 270 Einwohner[8]
- 1933: 276 Einwohner
- 1939: 272 Einwohner[9]
- 1961: 377 Einwohner[7]
- 1970: 377 Einwohner[7]
- 1987: 359 Einwohner[10]

## Baudenkmäler
- Evangelisch-lutherische Pfarrkirche St. Erhard
- Pfarrhof (Offenbau)

## Vereine
- Fischereiverein Offenbau
- Freiwillige Feuerwehr Offenbau
- Sportfreunde Offenbau
- Krieger- und Soldatenkameradschaft